# Anolis allisoni
Anolis allisoni (кубинський блакитний аноліс) — вид ігуаноподібних ящірок родини анолісових (Dactyloidae). Мешкає на Карибах.

## Опис

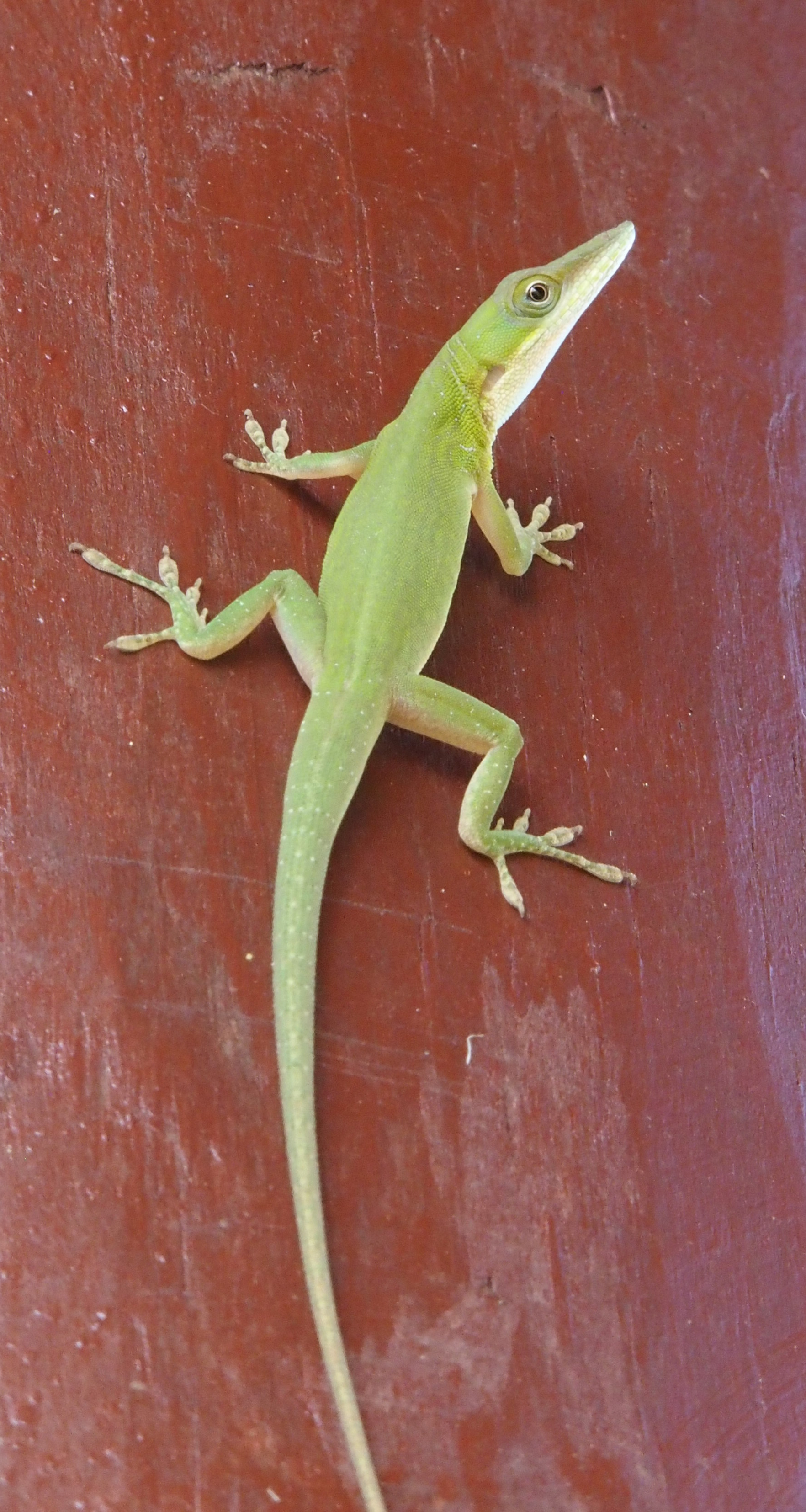
Самиця

Довжина самців кубинських блакитних анолісів становить 25 см, самиць 18 см. Самці мають переважно зелене забарвлення, самиці більш коричневі. Задежно від настрою ящірки можуть змінювати своє забарвлення, зокрема у самців голова і передня частина тіла можуть набувати блакитного забарвлення. Горловий мішок винно-червоний або фіолетовий.

## Поширення і екологія
Кубинські блакитні аноліси мешкають на Кубі, а також були інтродуковані у Флориду, Беліз, на гондураський острів Халф-Мун-Кей та в Мексику. Вони живуть в саванах, прибережних заростях і садах, на висоті до 300 м над рівнем моря. Зустрічаються на стовбурах пальм. Живляться комахами та іншими безхребетними. Відкладають яйця.